# Imid lithný
Imid lithný je anorganická sloučenina s chemickým vzorcem Li2NH. Tato bílá pevná látka může být vytvořena reakcí mezi amidem lithným a hydridem lithným.
LiNH2 + LiH → Li2NH + H2
Produkt je citlivý na světlo a může podléhat disproporcionaci za vzniku nitridu lithného, který má charakteristicky červenou barvu.
2 Li2NH → LiNH2 + Li3N
Předpokládá se, že imid lithný má jednoduchou plošně centrovanou krychlovou strukturu s prostorovou skupinou Fm3m; se vzdálenostmi vazeb N–H o velikosti 0,82(6) Å a úhlem vazby H–N–H 109,5°, podobá se tak struktuře amidu lithného.
Imid lithný je silně zásaditý a deprotonuje dokonce i některé extrémně slabé kyseliny, jako je methan a amoniak, a to díky zápornému náboji, který je na atomu dusíku. Imid lithný má využití v organické a organokovové chemii. V minulosti byl zkoumán jako materiál pro skladování vodíku.